# Mitchell (Oregon)
Mitchell é uma cidade localizada no estado norte-americano de Oregon, no Condado de Wheeler.

## Demografia
Segundo o censo norte-americano de 2000, a sua população era de 170 habitantes.
Em 2006, foi estimada uma população de 149, um decréscimo de 21 (-12.4%).

## Geografia
De acordo com o United States Census Bureau tem uma área de
3,0 km², dos quais 3,0 km² cobertos por terra e 0,0 km² cobertos por água.

## Localidades na vizinhança
O diagrama seguinte representa as localidades num raio de 60 km ao redor de Mitchell.